# 殺人漫畫
《殺人漫畫》（韓語：더 웹툰: 예고살인/더 웹툰: 豫告殺人）是一部2013年上映的韓國電影，《鬼紅鞋》金用均導演所執導的第二部恐怖電影。

## 劇情介紹
夜裡，網路漫畫編輯部組長美淑收到了知允寄來一篇名為《黑色面紗》的網漫草稿，赫然發現故事內容畫的是她不可告人的祕密，正打算質問知允是從何得知之時，離奇的事情開始發生了。翌日，美淑被發現陳屍於辦公室內，警方在調查現場發現美淑的死狀竟和網絡漫畫內容如出一轍，但是卻找不到任何他殺的證據。為了進一步瞭解案情，基哲和後輩永秀找上了漫畫作者知允......

## 演員陣容
- 李是英：姜知允
- 嚴基俊：李基哲
- 顯祐：金永秀
- 文佳煐：趙瑞賢
- 權海驍：趙善基
- 金度英：徐美淑
- 金慧銀：女警察
- 金昭娟：美珍
- 吳允洪（朝鲜语：오윤홍）：善基的妻子
- 李道燁：驗屍官
- 金智：趙瑞賢（童年）

### 特別出演
- 金所泫：徐美淑（少年）
- 吳光祿：基哲的上司

## 票房
上映前曾奪得預售榜第一，是繼2003年《鬼魅》後首部奪得預售冠軍的恐怖電影。觀影人數約120萬，也成為了2008年《血之期中考：死題》之後首部觀影人數突破100萬的恐怖電影。

## 外部連結
- 官方网站
- NAVER電影 （页面存档备份，存于）
- Daum （页面存档备份，存于）
- 互联网电影数据库（IMDb）上《殺人漫畫》的资料（英文）